# 高知市保健所
高知市保健所（こうちしほけんじょ）は、高知市が地域保健法に基づき同市丸ノ内一丁目に設置している保健所である。高知市は中核市であるため、国から二号市に指定されている。

## 概要
かつては高知県が設置した保健所がその業務を管轄していたが、1998年（平成10年）の中核市移行に伴う権限委譲で、高知市独自の保健所を設置することになった。

## 経緯
- 1995年(平成7年)4月 - 高知市健康福祉部保健センターに保健所対策班を設置。
- 1996年(平成8年)4月 - 保健所対策班を健康福祉部健康福祉総務課保健所準備班に改組。
- 1998年(平成10年)4月1日 - 高知市の中核市指定に伴い、国から保健所政令市（二号市）に指定され、高知県保健衛生総合庁舎内に高知市所轄の高知市保健所が発足。
- 2005年(平成17年)1月 - 土佐郡鏡村、同郡土佐山村が高知市に編入され、当該地域が移管される。
- 2008年(平成20年)1月 - 吾川郡春野町が高知市に編入され、当該地域が移管される。
- 2010年(平成22年)3月 - 高知市総合あんしんセンターに移転。

## 所在地・組織
所在地：高知市丸ノ内一丁目7番45号
- 地域保健課
  - 企画管理担当
  - 医事薬事担当
  - 結核感染症担当
- 生活食品課
  - 生活環境保健担当
  - 動物愛護担当
  - 検査指導担当
  - 食品保健担当
- 健康増進課
  - 精神難病担当
  - 成人保健担当
  - 健康推進担当
  - 健康推進・管理担当
- 母子保健課(こども未来部所管)
  - 管理担当
  - 母子保健推進担当

## 保健施設
- 保健福祉センター-高知市塩田町18番10号
- 食肉衛生検査所-高知市海老ノ丸13番58号
- 衛生業務事務所-高知市丸池町9番8号

## 交通アクセス
- とさでん交通伊野線グランド通停留場、路線バスではグランド通バス停または城西公園西バス停下車。